# Black Mirror 2
Black Mirror 2 è un videogioco sviluppato dalla Cranberry Production, prodotto da DTP Entertainment e pubblicato in Italia da Adventure Productions nel 2010. Si tratta del sequel di The Black Mirror.

## Trama
Sono trascorsi ormai dodici anni da quando una misteriosa serie di omicidi ha avuto luogo nello sperduto villaggio inglese di Willow Creek. A migliaia di chilometri di distanza, il giovane Darren, uno studente americano con l'hobby della fotografia, assiste casualmente alla sparizione di Angelina, una ragazza con cui era entrato in contatto per un servizio fotografico, e decide di mettersi sulle sue tracce. Da quel momento incubi terribili cominciano a tormentarlo ogni notte, mostrandogli luoghi sconosciuti e lontani, tra cui l'inquietante castello inglese dei Gordon, noto come "The Black Mirror". La ricerca di Angelina porterà Darren oltre oceano, a Willow Creek e proprio nel vecchio maniero, dove scoprirà che un'antica maledizione, apparentemente interrotta, può ancora mietere vittime.

## Modalità di gioco
Black Mirror 2 è un'avventura grafica punta & clicca in terza persona, realizzata con fondali pre-renderizzati e personaggi in 3d real time. Il gioco è doppiato in inglese e sottotitolato in italiano. All'interno dell'avventura è presente una sorta di missione secondaria che consiste nell'individuazione di alcuni punti in cui scattare foto, usando la macchina che il protagonista ha in dotazione per tutta la durata dell'avventura; il completamento di questo "gioco nel gioco", consente di sbloccare contenuti extra. Lo sviluppo narrativo dell'avventura si caratterizza per avere una prima parte dal ritmo lento e interamente ambientata in una cittadina americana, allo scopo di introdurre Darren all'interno della saga; a questa si contrappone una seconda parte che riporta il giocatore nei luoghi già conosciuti in The Black Mirror, con un ritmo reso più incalzante dal susseguirsi frenetico di avvenimenti legati alla maledizione della famiglia Gordon. Nel 2011 è uscito il terzo ed ultimo capitolo del gioco in cui il protagonista è ancora Darren e che ha visto la saga raggiungere la propria conclusione.